# Dușmanul din interior
„Dușmanul din interior” (titlu original „The Enemy Within”) este un episod din Star Trek: Seria originală care a avut premiera la 6 octombrie 1966.

## Prezentare
În timp ce se teleportează înapoi pe navă de pe planeta Alpha 177, un accident al teleportorului îl împarte pe căpitanul Kirk în două ființe: una bună, care este slabă și indecisă, și una rea, care este prea agresivă și dominatoare. Scotty trebuie să repare rapid sistemul de transport pentru a reuni cele două ființe și pentru a salva echipa de intervenție blocată pe suprafața planetei de gheață pe a cărei orbită se află Enterprise.